# Homo novus
Homo novus (« homme nouveau » ; pluriel : homines novi) est une expression latine désignant dans l'Antiquité romaine, particulièrement sous la République, un citoyen dont aucun aïeul n'a occupé quelque charge publique que ce soit (consulat, préture, questure, édilité, ...) et qui occupe pour la première fois une telle charge alors qu'il n'est pas issu de la noblesse. Les exemples les plus célèbres en sont Marius, Cicéron, Marcus Vipsanius Agrippa et l'historien Tacite.

## Histoire
L'homo novus romain se définit en opposition au noble. La noblesse, elle-même issue d'un processus de fusion entre les patriciens et l'élite plébéienne qui accède aux magistratures supérieures à partir de la seconde moitié du IVe siècle av. J.-C., tend, une fois stabilisée, à se refermer sur elle-même. Pour qui n'en est pas issu, devenir consul, en particulier, est de plus en plus difficile : au Ier siècle av. J.-C., Salluste se plaint de ce que les nobles se passent le consulat « de main en main ». Les « hommes nouveaux » comme Caton l'Ancien, Marius ou Cicéron font figure d'exceptions qui confirment la règle.
Dans les sources antiques, l'expression est ambigüe. Au sens le plus restreint, elle désigne le consul — ou le candidat au consulat — dépourvu d'ancêtre consul. Plus largement, elle peut viser celui qui accède au Sénat — ou aux honneurs — sans être de famille sénatoriale, ou même dont les ancêtres n'ont exercé que des magistratures inférieures au consulat. 
Les homines novi n'étaient qu'exceptionnellement d'origine populaire : ils étaient généralement issus de la classe équestre de Rome ou du milieu des riches propriétaires terriens italiens.  Ils « avaient pour ambition de vaincre la noblesse par leur valeur ». Hommes nouveaux, issus de riches familles plébéiennes ayant fait fortune dans les affaires, ils étaient en effet regardés avec mépris par les nobles exerçant les magistratures depuis des générations. Ainsi, si l'accession à de telles magistratures leur conférait la nobilitas pour eux-mêmes et leur descendance, cela ne leur permettait pas pour autant de rejoindre les rangs des patriciens, conservant jalousement leurs privilèges.

## Homines novicélèbres
Si moins d'un pour cent des consuls furent des homines novi, certains sont restés célèbres au-delà de leur ère :
- Caius Duilius
- Caius Lutatius Catulus
- Caius Flaminius
- Caton l'Ancien
- Lucius Licinius Lucullus
- Caius Marius
- Cnaeus Mallius Maximus
- Cicéron
- Salluste
- Marcus Vipsanius Agrippa
- Tacite
- Quintus Lollius Urbicus
- Claudius Pompeianus